# شهرستان پست‌درغام
ناحیهٔ پست‌درغام (به ازبکی: Pastdarg'om tumani) یک منطقهٔ مسکونی در ازبکستان است که در استان سمرقند واقع شده‌است.